# ステマレン
ステマレン（stemarene）は、米から抽出される酵素によって生合成されるジテルペン炭化水素である。